# イケチュク・ウチェ
イケチュク・ウチェ（Ikechukwu Uche, 1984年1月5日 - ）は、ナイジェリア・アバ出身のサッカー選手。元ナイジェリア代表である。ポジションはFW。
兄のカルー・ウチェもサッカー選手である。ウチェ・オケチュクやイケチュク・カルーと血縁関係はない。

## 経歴
アマンゼ・ユナイテッドFCやハートランドFCでプレーしていたが、17歳の時にスペインに渡り、セグンダ・ディビシオン（2部）のラシン・フェロルと契約した。2002-03シーズンは24試合に出場したが、チームはセグンダ・ディビシオンB（3部）に降格した。2003年夏、セグンダ・ディビシオンのレクレアティーボ・ウェルバに移籍金30万USドルで移籍した。2003-04シーズンは12得点を挙げ、2005-06シーズンは28試合で20得点を記録して得点王になるとともに、プリメーラ・ディビシオン（1部）昇格を果たした。2006年11月にはリーグ戦3試合連続得点を記録し、2006-07シーズンは8得点を挙げてチームのリーグ戦8位に貢献した。2007年夏に移籍したヘタフェCFでは主に控えとして起用された。2008年11月29日のレアル・マドリード戦 (3-1) は途中出場ながら得点し、ホームでの勝利に貢献した。
2009年7月22日、プリメーラ・ディビシオンに昇格したばかりのレアル・サラゴサと4年契約を結んだ。ところが、2戦目の出場となったセビージャFC戦 (1-4) で膝を負傷し、7ヶ月もの間離脱した。2010年夏のプレシーズンに復帰したが、その直後に再び膝を負傷し、6ヶ月の長期離脱を強いられた。2011年2月19日のアトレティコ・マドリード戦 (0-1) で復帰して20分間プレーし、ダビド・デ・ヘアが守るゴールバーにヒットさせるシュートを放った。2011年3月2日、アスレティック・ビルバオ戦 (1-2) には復帰後初めて先発出場し、2009年5月以来となるリーグ戦での得点を挙げた。
2011年8月31日にビジャレアルCFに完全移籍し、直後にグラナダCFにレンタル移籍した。
2015年6月にメキシコのUANLティグレスに3年契約で移籍したが、半年後の2016年2月2日にマラガCFへレンタル移籍した。